# Multibrot-verzameling
Een multibrot-verzameling is de verzameling van waarden in het complexe vlak, die gedurende iteraties door een lid van de algemene monische univariate polynomiale familie van recursies onder een bepaalde eindige waarde blijven. 
{\displaystyle z\mapsto z^{d}+c.\,}
waar d groter of gelijk is aan 2. 
De exponent d kan verder worden veralgemeend naar negatieve en fractionele waarden.